# Подствольный дробовик

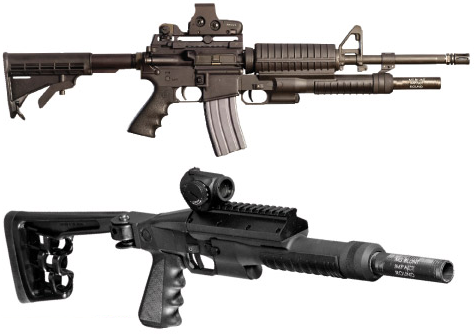
Подствольный дробовик MAUL, установленый на винтовку М4 вверху и снабжённый прикладом и пистолетной ручкой внизу.

Подствольное огнестрельное оружие, представляющее собой короткий дробовик, используемое как для поражения живой силы противника, так и в других целях - нелетальное воздействие, вышибание дверей (за что в США его прозвали Masterkey). Может быть одно- или малозарядным (например, иметь магазин на 3 патрона).
Применяется в основном полицейскими и специальными подразделениями.

## MAUL
В последнее время (2008 г.) поступали сообщения о разработке в США новых моделей подствольных дробовиков. 
Так, модель MAUL, контракт на создание которой заключен с коммерческой компанией, предназначена для установки на штурмовые винтовки М16 и М4. Она весит около 1,2 килограмма и имеет 12-й калибр, причём огонь может вестись боеприпасами разной поражающей силы - нелетальными, специальными боеприпасами для вышибания дверей.